# SD 아우카스
소시에다드 데포르티바 아우카스(스페인어: Sociedad Deportiva Aucas)는 에콰도르 키토를 연고로 하는 프로 축구 클럽이다.

## 선수 명단

### 현역
참고: FIFA 자격 규정에 따라 소속된 국가대표팀 국기를 표시합니다. 선수는 복수의 FIFA 비회원국 국적을 가지고 있을 수 있습니다.
| 번호 | 포지션 | 국적     | 이름                   |
| ---- | ------ | -------- | ---------------------- |
| 1    | GK     |          | 페데리코 란질로타      |
| 4    | DF     |          | 파트리시오 마틴 피사로 |
| 16   | DF     | 파라과이 | 카를로스 롤론          |
| 22   | MF     | 에콰도르 | 루이스 카노            |

| 번호 | 포지션 | 국적 | 이름 |
| ---- | ------ | ---- | ---- |

## 역대 감독
| 감독            | 임기 |
| --------------- | ---- |
| 마르코 에체베리 | 2009 |

틀:SD 아우카스 선수 명단